# Бастиа, Фредерик
Кла́вдий Фредери́к Ба́стиа (фр. Claude Frédéric Bastiat, 30 июня 1801, Байонна — 24 декабря 1850[…], Рим) — французский либеральный экономист, сторонник свободной торговли. Выступал за свободу предпринимательства — решающее условие установления социальной гармонии в обществе. Сторонник тезиса о взаимовыгодном сосуществовании труда и капитала, предшественник австрийской школы.

## Биография
Родился в Байонне, осиротел в возрасте 9 лет, вырос в семье деда — торговца-экспортёра. В семнадцать лет ушёл из школы и всерьёз занялся торговлей на фирме деда, на практике изучив условия тогдашней внешней торговли в первое десятилетие по завершении Наполеоновских войн. В этот период государственное вмешательство в торговлю было максимальным, внешний оборот сократился, многие торговцы попросту ушли с рынка, оставив без работы приказчиков, моряков и портовых рабочих.
Когда Фредерику было 25, дед умер, оставив ему всё состояние; Бастиа передал дело в управление наёмному управляющему и занялся образованием и научными поисками. Его товарищем по обучению и наукам был Феликс Кудрю (Felix Coudroy); в беседах и спорах с ним Бастиа формулировал основные положения своей теории. Некогда ярый социалист, под влиянием Бастиа Кудрю стал экономистом-либералом, сторонником свободного рынка.
Первая печатная работа Бастиа датирована 1834 годом и посвящена купцам Бордо и Гавра, которые требовали отмены пошлин на ввоз сельскохозяйственной продукции и одновременно их повышения — на промышленные товары. Доказывая всеобщую выгоду от полной отмены пошлин, Бастиа заявил свой впоследствии знаменитый лозунг: «Вы требуете благ для избранных. Я — благосостояния для всех».
Труды Бастиа принесли ему успех лишь в 1844, когда он послал памфлет «О влиянии английских и французских пошлин» в ведущий французский журнал, Journal des Economistes. Статью напечатали в октябре 1844. Бастиа стал знаменит среди французских и английских деловых кругов, добивавшихся свободы торговли, и был широко востребован как публичный оратор в академической и деловой среде. В 1846 он стал членом-корреспондентом французской Академии, в 1848 — был избран в Национальное собрание Франции, однако из-за тяжелой формы туберкулёза к этому времени уже не мог выступать на публике. Основные работы Бастиа были обработаны им и выпущены в свет в 1850; в декабре того же года он скончался от туберкулёза.

## Теория капитала Бастиа
Бастиа создавал свои работы в преддверии и непосредственно во время революций 1848—1849. Одновременно с ним заявил о себе Карл Маркс. Однако позиции двух экономистов были диаметрально противоположны.
Бастиа доказывал, что накопление капитала ведёт к обогащению наёмных работников: за повышением производительности труда следует рост реальных доходов рабочих, как за счёт роста оплаты труда, так и за счёт удешевления продуктов, которые производят и потребляют рабочие. Одновременно с ростом капитала снижается и его цена, тем самым ускоряя развитие экономики. Таким образом, интересы и капиталистов, и рабочих совпадают — как минимум, в требовании свободной торговли и ограничения государственного вмешательства. Капитал, по утверждению Бастиа, всегда работает на интересы людей, которые им не владеют — то есть, на интересы потребителей. Поэтому для Бастиа экономика — это прежде всего точка зрения потребителя: «любые явления в экономике следует оценивать с точки зрения потребителя». Банкиры контролируют конкретные адреса, куда течёт капитал, но генеральное направление инвестиций определяется именно массой потребителей. Вмешательство государства в практику частных капитальных вложений искажает волю потребителей и приводит к неэффективному, замедленному, развитию.

## Притчи Бастиа
Бастиа знаменит примерами-притчами, пояснявшими его работы, и вошедшими в учебный аппарат современных курсов экономики.

### Петиция производителей свечей
От производителей свечей, ламп, подсвечников, уличных фонарей, щипцов для снятия нагара, гасителей, сала для свечей, канифоли, спирта и прочего.
Господам членам палаты депутатов!
Мы страдаем от невыносимой конкуренции со стороны не отечественного производителя, который наводнил наш внутренний рынок по баснословно низким ценам. При появлении него наша торговля замирает и целая отрасль оказывается в полнейшем упадке. Этот конкурент — Солнце.
Мы просим внести закон о закрытии всех окон ставнями, занавесками, шторами. Если будет обеспечено максимально возможное закрытие доступов естественного света в нашей стране, то создадим спрос на искусственное освещение. Потребление отечественной продукции вырастет и таким образом наметится рост количества скота и овец для сала, а значит рост лугов, мяса, вырастет китобойный промысел и судоходство, и флот.

### Притча о железной дороге
Впервые изложена в «Экономических софизмах» (1845). Постройка железной дороги между двумя странами облегчает проникновение конкурентоспособных продуктов из-за рубежа, и в итоге снижает цены. Потребители, бесспорно, выигрывают. Производители — требуют ограничения внешней торговли, например, в виде таможенных пошлин. Государство идёт им навстречу, так что в итоге уровень цен поднимается — как минимум, до уровня «до железных дорог».
1. С точки зрения потребителя, постройка дороги никак не облегчила его жизнь. Потребитель вправе спросить — а зачем она вообще нужна?
2. С точки зрения государства, постройка дороги — благо, так как все экономические выгоды через выплату пошлин легли в казну.
3. С точки зрения местного производителя, просто введение пошлин было недостаточным. Неплохо было бы устроить «железную дорогу наоборот», ввести абсолютно непреодолимые барьеры для иностранных товаров, и отказать потребителю в каком-либо праве выбора.

### Парадокс разбитого окна
Впервые изложена в памфлете «Что видно и чего не видно» (1850). Мальчик разбил окно в булочной. Булочнику пришлось нанять стекольщика. Уничтожение ценностей породило спрос на услуги стекольщика. Это то, что видно каждому стороннему наблюдателю — стекольщик стал богаче.
Однако если рассматривать систему в более широком виде, то те деньги, что булочник потратил на новое стекло он не смог потратить иным способом — например на новые сапоги. Сапожник, оставшийся без денег — это то, чего не видно.
Если взять систему в целом, то при неразбитом стекле у булочника были бы и стекло, и сапоги, а в случае разбитого — только стекло. Таким образом, общество в целом потеряло стоимость стекла, что и является невидимым результатом любого разрушения.
В реальной жизни роль мальчика выполняет государство (поскольку запрещение равно разрушению), а стекольщика — группы предпринимателей, влияющих на государственную политику (см. лоббизм).

## Цитаты
- «Государство — это громадная фикция, посредством которой все пытаются жить за счёт других».
- «Когда грабёж становится способом жизни группы людей, они вскоре создают для себя легальную систему, которая разрешает это, и мораль, которая одобряет это»
- «В результате обмена, благосостояние каждого приносит пользу всем»
- «Конкуренция — это просто отсутствие угнетения»
- «Вся разница между плохими и хорошими экономистами в том, что первые замечают лишь очевидные последствия, а вторые принимает в расчёт также и те, которые надо предвидеть».
- «Налог — это грабёж по закону».

### Список произведений
- Грабеж по закону = La Loi ; L'État ; Propriété et loi ; Propriété et Spoliation ; Spoliation et loi ; Physiologie de la Spoliation. — Социум, 2006. — 250 с. — (Право). — ISBN 5-901901-47-9.
- Кобден и Лига. Движение за свободу торговли в Англии = Cobden et la Ligue ou L'Agitation Anglaise Pour la Liberté de éshanges. — Социум, 2003. — 732 с. — ISBN 5-901901-10-X.
- Что видно и чего не видно = Ce qu'on voit et ce qu'on ne voit pas. — Социум, 2006. — 144 с. — (Экономика). — ISBN 5-901901-46-0.
- Экономические софизмы = Sophismes Economique. — Социум, 2001. — 304 с. — (Экономика). — ISBN 5-901901-03-7.